# Odontostomias micropogon
Odontostomias micropogon es una especie de pez de la familia Stomiidae en el orden de los Stomiiformes.

## Morfología
Los machos pueden llegar alcanzar los 29,5 cm de longitud total.

## Hábitat
Es un pez de mar y de aguas profundas que vive hasta m de profundidad.

## Distribución geográfica
Se encuentra desde el Senegal hasta Namibia.